# Tabanus haitiensis
Tabanus haitiensis är en tvåvingeart som beskrevs av Krober 1931. Tabanus haitiensis ingår i släktet Tabanus och familjen bromsar.
Artens utbredningsområde är Haiti. Inga underarter finns listade i Catalogue of Life.